# Epilepsia (banda)
Epilepsia es una banda de heavy metal formada en 1997, Lima, Perú, sus miembros estaban muy influenciados por bandas como, Slayer, Morbid Angel, Megadeth, Kreator, Sodom, Destruction, Metallica, Helloween, Gamma Ray, Sarcófago, Exumer, Motörhead y Overkill. 
Epilepsia es considerada actualmente como una de las bandas más importantes de thrash metal de Perú.

## Historia
La banda se formó en 1997, bajo el nombre de Epilepsia por Mario Paz y Giovanni Lama.
Tras la disolución de su banda (Supplicium) Mario Paz (Guitarra), llama telefónicamente a Giovanni Lama (guitarra y voz), al enterarse de que también se había disuelto su banda (Epilepsia) y le propone conformar una nueva banda, tras las conversaciones iniciales, deciden usar las canciones escritas por Giovanni para su antigua banda, incluyendo nuevos arreglos y mejores estructuras rítmicas, Mario propone usar el nombre Epilepsia, ya que usaban muchas canciones de Giovanni pertenecientes a su antigua banda y “hasta decidir uno mejor”. 
Teo Suchero se une a la banda en la batería y en 1998 lanzan el demo “Regreso a la Realidad”, el cual mostraba Thrash de alta calidad y fiereza, para entonces la banda no contaba con un bajista fijo, el primer demo de la banda no tuvo gran acogida, las revistas, fanzines y los pocos sellos que editaban y promocionaban metal daban prioridad a bandas de death, doom, black y power metal.
Tras casi nula distribución y promoción por los medios especializados, recibieron buenas críticas de algunos fanes del thrash metal, un prestigioso fanzine alemán Tales Of The Macabre en 1999 escribiría “Epilepsia toca música, que Kreator en la actualidad no se atreve a tocar”.
Durante esta época conocieron a Erick Neyra quien formaría unos años después su sello Austral Holocaust, y quien en una borrachera les ofreció editar su primer disco.
El nombre Epilepsia nunca se cambió y quedó establecido como el nombre de una nueva banda y no la continuación de la primera banda de Giovanni.
Los Primeros 10 Años
En el 2000 la banda logra reclutar como bajista a Manfred Beingolea, quien recientemente se había retirado de Anal Vomit, y empiezan a acumular gran cantidad de canciones, al no tener sello discográfico, la banda decide auto producir un EP de 4 canciones, luego de las primeras favorables experiencias en concierto, en el año 2002 es lanzada su primera producción oficial, el Ep “Comando de Aniquilamiento”, que es recibido con gran aceptación en Perú, y parte de Sudamérica, llegando a reeditarlo incluyendo las canciones de su primer y único demo. Debido a la gran aceptación del Ep, y las altas rotaciones en radios de Lima, en programas que pasaban punk y hardcore, Epilepsia es convocado a tocar en innumerables conciertos y festivales, y abrir shows para las diversas bandas que visitaban Perú aquellos días.
Para el 2004 Epilepsia lanza su primer disco titulado “Thrash Again”, bajo el entonces joven sello peruano Austral Holocaust, “Thrash Again” es actualmente considerado como un clásico del thrash peruano por diversos medios, el mismo año el sello francés Legions Of Death retoma conversaciones con la banda para editar un Ep Split, originalmente iba a ser compartido con la banda Sarcoma (Huancayo), pero, tras la disolución de la banda, la reunión de Necropsya (una vieja banda de thrash en Lima), y la insistencia de Epilepsia (debido al fanatismo que sentían por Necropsya), el Ep Split fue compartido con Necropsya y editado únicamente en formato vinilo 7’’, llevó como título “When Metal Legions come from strange Lands”, que en poco tiempo se convirtió en pieza de culto para los fanes Peruanos, en estas dos producciones Epilepsia mostraba un thrash metal contundente sólido, veloz y duelos de solos de guitarra veloces y melódicos.
Durante el mismo año Mario Paz abandonaría la banda debido a problemas personales, y Juan Pablo Valdivia, exguitarrista de Black Heaven, se uniría para ocuparse de la guitarra, las recientes producciones lanzadas, y ahora la buena recepción de los medios, los llevaron a visitar varias ciudades de Perú, la solidez de sus presentaciones cada vez más impactantes, los llevó a ser considerados como una de las bandas más agresivas y sólidas en directo, encabezando algunos festivales de Perú. Paralelamente a los innumerables conciertos entre el 2005 y el 2008, la banda se las arreglaría para mantenerse dentro del estudio de grabación terminando una gran cantidad de canciones que serían editadas después.
En el año 2009 y nuevamente bajo Austral Holocaust, lanzan el EP “The Exorcist” que es recibido con gran aceptación en muy poco tiempo, con una mejor producción a cargo de la misma banda, Epilepsia muestra un thrash más maduro y de mejor factura, mucho más contundente y pesado aún, con un sonido más pulido, siendo elogiados por la crítica y los fanes, tanto por el sonido como por el feroz estilo, La banda edita un video del tema “Depresión” que tiene gran repercusión, y su versión de Sodom del tema Sodomy And Lust, es considerada como una de las mejores versiones en distintos medios, elogiando la parte vocal de la misma.
Llega el 2010 y Epilepsia a través de Austral Holocaust lanza su nuevo disco “Human Race Extermination”, el cual es considerado unánimemente por la crítica como el trabajo más furioso e impactante de la banda, el sonido devastador, arreglos más complejos cambios de ritmo inesperados, solos de guitarra veloces e impactantes, ligeros rasgos de death metal y Heavy, son el sello distintivo de la banda, el mismo año la banda edita el video de la canción “Muere Mierda”, que se coloca como pieza habitual en todos sus conciertos, y realiza varios clips para programas de televisión por internet, de los temas "El Ejecutor - Hasta el Final", "Perverse lust" (en vivo), "New Disaster" (en vivo).
A principios del 2011 Juan Pablo Valdivia abandona la banda por algunos meses, para dedicarse a sus proyectos personales y su trabajo, siendo Remplazado por Wa Han Renteria (Goat Semen) para algunas presentaciones en vivo y giras al interior de Perú. En junio de 2011 son elegidos como una de las dos bandas soporte, para el primer show de Slayer en Lima, recibiendo las mejores críticas por el histórico, memorable y salvaje concierto.
Durante los primeros meses del 2012 ya con el regreso de Juan Pablo en la guitarra, la banda se concentra en el estudio de grabación, en setiembre Austral Holocaust llega a un acuerdo con EPILEPSIA, para lanzar un EP que lleva por título "Futuro Siniestro", el cual viene distribuyéndose exitosamente.
En diciembre de 2012 Epilepsia anuncia a través de su sello Austral Holocaust el lanzamiento de su LP titulado "10 Años de Aniquilamiento" al cumplirse 10 años del lanzamiento de su primer EP "Comando de Aniquilamiento", en formato Vinlo 12.
Paralelamente la banda anuncia que para el 2013 Lanzara un disco Split (aún sin nombre) con alguna banda del sello Austral Holocaust, y su tercer disco AGENTS OF EVIL, (los cuales se encuentran en proceso de grabación, y que según declaraciones de los miembros, "Agents Of Evil va a tener las canciones más brutalmente salvajes que pudimos componer"

## Discografía

### Discos
- Thrash Again (2004)
- Human Race Extermination (2010)

### Eps y Demos
- Regreso a la Realidad (Demo) (1998)
- Comando de Aniquilamiento (EP) (2002)
- When Metal Legions come from strange Lands (EP) (2004)
- The Exorcist (EP) (2009)
- Futuro Siniestro (EP) (2012)

## Miembros actuales
- Israel Adrianzen / Bajo (2017 - presente)
- Teo Suchero / Batería (1997 - presente)
- Giovanni Lama / Guitarra y voz (1997 - presente)
- Gonzalo Porturas (2015 - presente)

## Miembros pasados
- Mario Paz / Guitarra (1997 - 2004)
- Wa Han Renteria (2008, 2011 - solo para conciertos)
- Manfred Beingolea / Bajo